# Dynatek-Latvia
L'equip Dynatek-Latvia (codi UCI: DNL) va ser un equip ciclista letó. Va competir la temporada 2008 amb categoria continental.
No s'ha de confondre amb l'equip polonès Dynatek.

## Principals victòries
- Gran Premi de Moscou: Oļegs Meļehs (2008)
- Gran Premi Riga: Normunds Lasis (2008)

### Grans Voltes
- Tour de França
  - 0 participacions

- Giro d'Itàlia
  - 0 participacions

- Volta a Espanya
  - 0 participacions

## Classificacions UCI
L'equip participà en les proves dels circuits continentals i principalment en les curses del calendari de l'UCI Europa Tour.
UCI Àsia Tour
| Temporada | Classificació per equips | Millor ciclista en la classificació individual |
| --------- | ------------------------ | ---------------------------------------------- |
| 2008      | 50è                      | Volodímir Startxik (167è)                      |

UCI Europa Tour
| Temporada | Classificació per equips | Millor ciclista en la classificació individual |
| --------- | ------------------------ | ---------------------------------------------- |
| 2008      | 74è                      | Normunds Lasis (251è)                          |